# HNRPUL1
HNRPUL1‏ (Heterogeneous nuclear ribonucleoprotein U like 1) هوَ بروتين يُشَفر بواسطة جين HNRPUL1 في الإنسان.